# کانی‌سور
کانی‌سور شهری در استان کردستان در غرب ایران است. کانی سور در بخش نمشیر شهرستان بانه قرار گرفته‌است. جمعیت این شهر در سال ۱۳۹۵، برابر با۱۲۸۴ نفر بوده‌است.
این روستا یا شهر به دوران زندیه و قاجاریه برمیگردد